# Alain de Benoist
Alain de Benoist (* 11. prosince 1943) je francouzský intelektuál, zakladatel myšlenkového směru Nová pravice a hlavní představitel francouzského think tanku GRECE.

## Životopis
Alain de Benoist se narodil v Saint-Symphorien ve Francii a studoval na Sorbonně práva, filosofii, sociologii a církevní dějiny.
Benoist vydává dva časopisy: Nouvelle École (od roku 1968) and Krisis (od roku 1988). Jeho články se objevují i v řadě dalších periodik, jako je Mankind Quarterly, The Scorpion, Tyr, Chronicles či Le Figaro. Časopis Nové levice Telos rovněž publikoval několik jeho textů, což vyvolalo protesty některých členů redakce.
V roce 1978 obdržel cenu od Francouzské akademie za svoji knihu Vu de droite: Anthologie critique des idées contemporaines (Copernic, 1977). Celkem vydal více než padesát knih.

## Ideologie a názory
Alain de Benoist spolupracoval s různými osobami spojenými s Alžírskou válkou o nezávislost. Od ideové blízkosti k francouzskému fašistickému hnutí v počátcích své tvorby v roce 1970 se později přesunul více ke kritice globalizace, neomezené masové imigrace a liberalismu. Naproti liberálnímu pojetí míšení ras, kultur a etnik v USA staví oddělení a uchování civilizací a kultur.
Benoist doufá v rozvoj volné diskuse a většího podílu občanů na moci v demokratických státech. Věří ve federální Evropu, ve které národní státy jsou již překonány a ustoupily regionální identitě a zájmům společným kontinentu.
Sám sebe odmítá označit za pravičáka či levičáka a v poslední době vystupuje méně radikálně: nyní preferuje spíše Heideggera než Nietzscheho, podporuje etnopluralismus spíše než ztrátu identity přistěhovalců (přestože masovou imigraci jako takovou nepodporuje), vyjadřuje se k ekologii a ke křesťanství se již staví méně agresivně.
Jeho kritici, jako například Thomas Sheehan, říkají, že Benoist vyvinul nově formulovaný fašismus. Roger Griffin za použití vlastní definice fašismu, která mluví o „populistickém ultranacionalismu" a „hrdinském znovuzrození národa“, tvrdí, že Nová pravice pokračuje v díle „fašistických ideologů“ jako Armin Mohler a Julius Evola směrem, který má jejím ideologům typu de Benoista umožnit vyhlašovat „metapolitické“ postoje, ale že nicméně stále obsahuje části fašistické ideologie.